# Nevers
Nevers [nəˈvɛʀ] ist eine Stadt mit 33.172 Einwohnern (Stand 1. Januar 2022) in Zentralfrankreich. Sie ist die Präfektur (Verwaltungssitz) im Département Nièvre in der Region Bourgogne-Franche-Comté. Nevers war Hauptort der historischen Provinz Nivernais.

## Geografie
Nevers liegt in einer hügeligen Gegend am Ufer der Loire, am Zusammenfluss mit der Nièvre; etwa 260 Kilometer südlich von Paris.

## Geschichte

### Gallo-römische Epoche
Der Name der Stadt zu gallo-römischen Zeiten war Noviodunum, später wurde er in Nebirnum geändert, nach dem Namen des Flusses Nièvre. Mit zahlreichen archäologischen Funden lässt sich die Wichtigkeit der Siedlung schon zu damaligen Zeiten belegen. Lange war man der Ansicht, dass Gaius Julius Caesar hier 52 v. Chr. ein Nachschublager errichten ließ, bevor er sich nach Gergovia aufmachte. Das Lager, das mittlerweile eher im heutigen Diou vermutet wird, beherbergte alles, was Caesar nicht für die Schlacht brauchte: Getreide, Militärsold, Ersatzpferde und Geiseln. Durch eine Revolte der Aeduer im selben Jahr wurde das Lager erobert.

### Mittelalter
Im Frühmittelalter, im ausgehenden fünften Jahrhundert, wurde Nevers Bischofssitz, z. B. des legendären Deodatus. Erst mit dem 10. Jahrhundert wird ein weltliches Lehen nachgewiesen. Die Stadtbürger Nevers' erhielten urkundlich verbriefte Rechte in den Jahren 1194 und 1231 zugesprochen. Noch im 14. Jahrhundert war hier der Sitz einer Universität, die von Orléans hierher, später aber wieder zurück verlegt wurde. Im 15. Jahrhundert gehörte das Herzogtum Nevers zur herzoglich-burgundischen Hausmacht und damit später zu den Erblanden Karls des Kühnen. Nach dem Burgundischen Erbfolgekrieg (1477–1493) fiel es 1493 schließlich an die französische Krone.

### Zweiter Weltkrieg
Seit dem 12. April 1939 mussten in Frankreich alle männlichen Ausländer zwischen 20 und 40 Jahren als Prestataires nicht näher definierte gemeinnützige Arbeiten leisten. Zu diesem Zweck wurden sie in paramilitärischen Verbänden unter dem Kommando der Armee zusammengefasst, sogenannten „Compagnies de prestataires“ (Dienstleister-Kompanien, auch Compagnies de Travailleurs Étrangers, CTE, Fremdarbeiterkompagnien). In der Folge war in Nevers von 1939 bis Juni 1940 die CTE 114-10e stationiert. Eggers berichtet, dass zwischen dem 7. und 12. Juni 1940 als Reaktion auf die näherrückende deutsche Wehrmacht die Internierten aus Nevers ins Camp des Milles verlegt worden seien. Es ist zu vermuten, dass sich unter diesen Internierten auch viele Flüchtlinge aus dem Spanischen Bürgerkrieg befunden haben, für die die Prestataire-Verpflichtung ebenfalls galt. Die AJPN berichtet auf einer ihrer Webseiten, dass Ende Januar und Februar 1939 950 Flüchtlinge aus Spanien in Nevers angekommen seien. Nur wenige seien in benachbarte Orte weitergeleitet worden: zuerst nach Decize und schließlich nach Dornes.
Am 17. Juni 1940 marschierten die deutschen Truppen dann tatsächlich in Nevers ein. Von da an bis Anfang September 1944 gehörte Nevers zu der von den Deutschen beherrschten Besetzten Zone (Zone occupée).
Am 3. September 1940 trifft in Nevers Walter Benjamin ein. Sein Bestimmungsort ist das Internierungslager Château de Vernuche im benachbarten Varennes-Vauzelles, wo er die nächsten drei Monate verbringen wird. Ob sich über dieses Lager in Varennes-Vauzelles hinaus, das häufig direkt mit Nevers in Verbindung gebracht wird, noch weitere Internierungsstätten in Nevers befanden, lässt sich nicht mit Bestimmtheit sagen. Die AJPN nennt außer dem schon erwähnten Internierungslager für die Prestataires noch vier weitere Lager und Internierungsorte:
- Centre Nevers
- Ecole du Château place des Reines-de-Pologne. Hier wurden nach der Niederlage Frankreichs im Zweiten Weltkrieg französischen Kriegsgefangene untergebracht.[8]
- École Normale de Nevers: 1941 wurde die École Normale de Nevers von den Besatzern in eine Kaserne umgewandelt, wobei einige Räume als Gefängnis dienten und andere ab 1943 von der Gestapo als Folterstätten für Widerstandskämpfer missbraucht wurden.[5] Laut der Fondation pour la Mémoire de la Déportation (FMD)[9] war die Schule ab 1943 die Haftstätte des Antikommunistischen Polizeidienstes (SPAC)[10] des Vichy-Regimes und der Gestapo.[11]
- Prison de Nevers. Die FMD berichtet, dass hier zwischen 1940 und 1944 1.715 Widerstandskämpfer interniert worden seien, von denen 36 erschossen und 412 nach Deutschland deportiert wurden.[12]

Während der Razzien unter Juden im Sommer 1942, bei denen das Vichy-Regime eng mit der Gestapo kooperierte, wurden auch in Nevers jüdische Familien verhaftet und deportiert:
- Nicole Baermann (* 21. Februar 1921 in Paris) wurde über das Sammellager Drancy am 23. September 1942 nach Auschwitz deportiert.
- Friedrich Joseph Loewenstein (* 11. Februar 1897 in Hannover) wohnte ursprünglich in Vincennes war als Flüchtling nach Nevers gekommen. Während er nach Auschwitz deportiert wurde, überlebte seine Frau und übersiedelte später in die USA.
- Leopold Mannheimer (* 19. August 1862 in Odenheim) und seine Frau Regine (* 25. Dezember 1868) waren aus Odenbach nach Nevers geflüchtet. Sie wurden am 3. November 1942 nach Auschwitz deportiert.
Das gleich Schicksal ereilte auch den ebenfalls in Nevers lebenden Sohn der beiden, Max Mannheimer, dessen Frau Hedwig (* 6. März 1898 in Kiew) und deren drei Kinder.

In Nevers befindet sich ein Denkmal zum Gedenken an die Deportierten und Internierten des Departements Nièvre, die unter Mitwirkung des Vichy-Regimes in den Gefängnissen und Nazi-Lagern starben. (Lage) Aus dem Nièvre wurden insgesamt 413 Personen in Konzentrationslager verschleppt; 234 kehrten nicht mehr zurück. Unter ihnen befanden sich 123 deportierte Juden – darunter auch die Opfer der Razzien vom 13. Juli 1942.

## Bevölkerungsentwicklung
| Jahr                       | 1962   | 1968   | 1975   | 1982   | 1990   | 1999   | 2011   | 2020   |
| Einwohner                  | 39.085 | 42.422 | 45.480 | 43.013 | 41.968 | 40.932 | 36.210 | 32.284 |
| Quellen: Cassini und INSEE |        |        |        |        |        |        |        |        |

## Sehenswertes

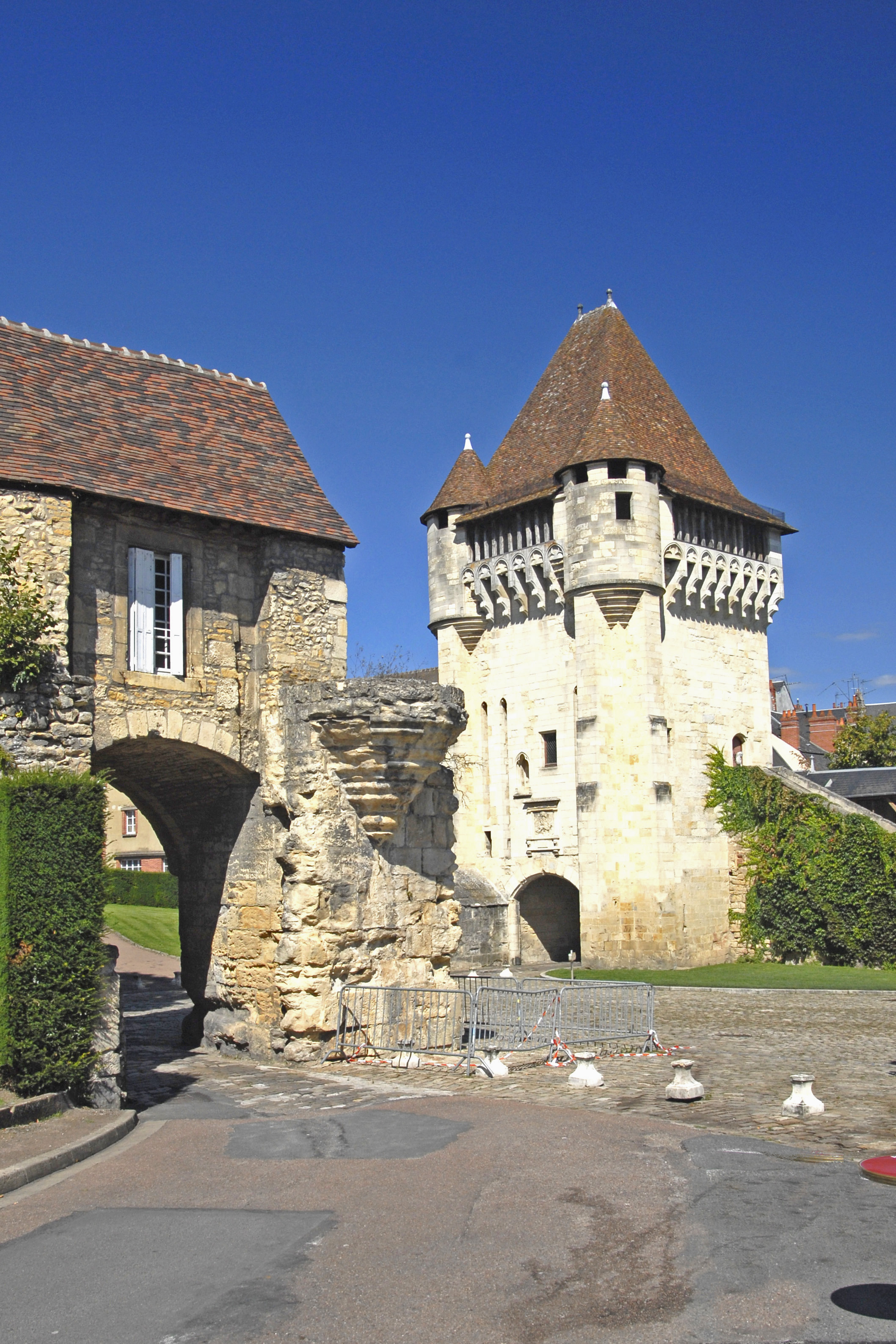
Porte du Croux, mit Barbacane

- Altstadt: Enge Gässchen, die sich von den Kais durch die Stadt winden, werden von zahlreichen alten Bürgerhäusern des 14. bis 17. Jahrhunderts umgeben.
- Tour Goguin: Am Ufer der Loire steht der ehemalige Eckturm der mittelalterlichen Stadtbefestigung, genannt Goguin-Turm. Er wurde im 12. Jahrhundert errichtet und später zur Windmühle umgebaut.
- Porte du Croux: Der quadratische Turm mit Ecktürmchen aus dem ausgehenden 14. Jahrhundert ist ein Relikt der alten Befestigungsanlagen und war einst der Haupteingang aus Richtung Paris in die Stadt. Heute enthält das in ihm befindliche Museum für Archäologie des Nivernais eine Skulpturen- und (römische) Antikensammlung.

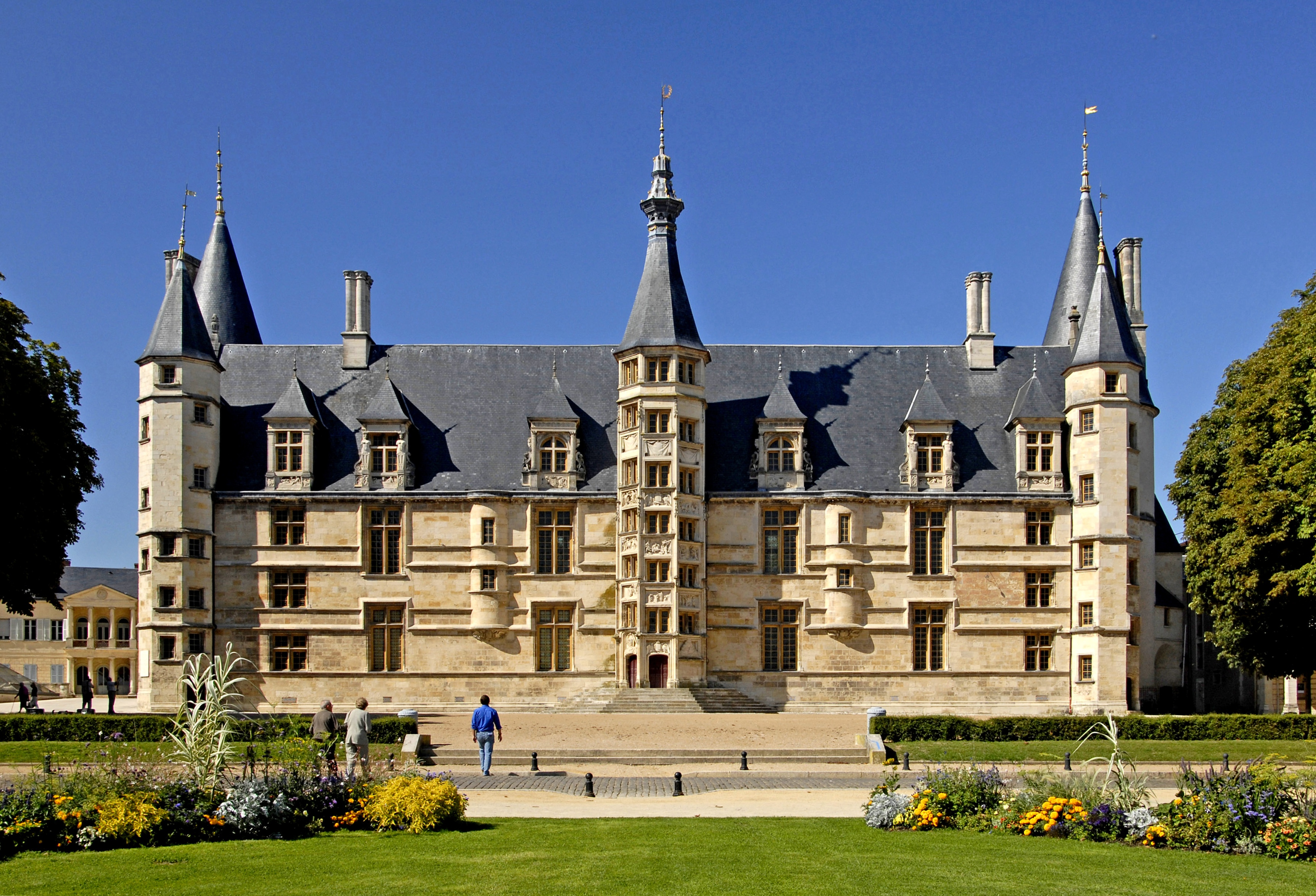
Palais Ducal

### Weltliche Bauten
- Palais Ducal: Der Bau des Herzogspalast von Nevers wurde 1464 von Graf Jean de Clamency in Auftrag gegeben und 1491 fertig gestellt. Louis de Gonzague nahm abermals Veränderungen am Gebäude vor. Heute ist der Dogenpalast einer der bedeutendsten Feudalbauten in Zentralfrankreich. Jede Fassade wird mit einem kleinen Zinnengang und einem Rundturm flankiert. Heute wird der Palast für Empfänge genutzt und beherbergt verschiedene Abteilungen der Stadtverwaltung, beispielsweise das Fremdenverkehrsamt.
- Porte de Paris: Der Triumphbogen aus dem 18. Jahrhundert erinnert an den Sieg im Erbfolgekrieg in der Schlacht von Fontenoy. Im Innern befinden sich ein Hymnus von Voltaire an den damaligen König Ludwig XV und die Baudaten.
- Petit Château La Gloriette: Kleines Schloss, direkt neben dem Herzogspalast, das von Charles de Gonzague im 15. Jahrhundert erbaut wurde. Heute beherbergt es ein Polizeipräsidium.
- Hôtel de Ville: Das Rathaus wurde im 19. Jahrhundert erbaut und gehört zu den städtischen Sehenswürdigkeiten, vor dem Bau stand dort die „Alte Burg“. An der Frontseite die Prinzipien der französischen Revolution über dem Eingangsportal von weitem zu sehen: Liberté, Egalité, Fraternité („Freiheit, Gleichheit, Brüderlichkeit“).

### Sakralbauten

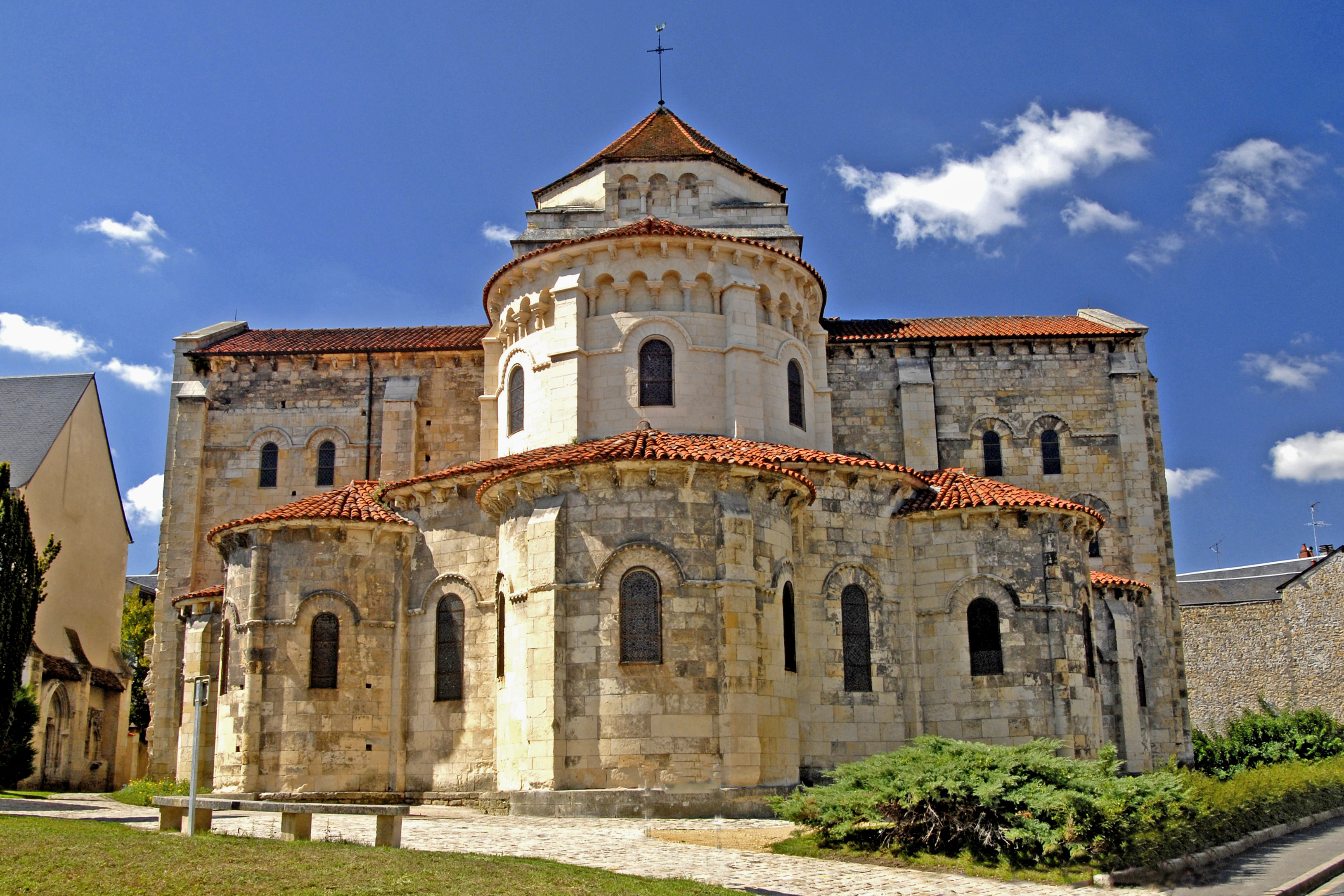
Saint-Étienne, Chorhaupt

- Kapelle des Espace Bernadette Soubirous (ehemaliges Kloster Saint-Gildard): Hier liegt der Leichnam der heiligen Ordensschwester Bernadette Soubirous (1858 Seherin von Lourdes) seit 1925 unverwest.
- Saint-Étienne de Nevers: Die ehemalige Prioratskirche von Nevers ist ein Meisterwerk aus dem 11. Jahrhundert (Baubeginn 1068), Vorzeigewerk romanischer Bauweise des westlichen Burgunds. Charakteristisch ist die Errichtung einer Apsis mit drei radial dazu abgehenden Kapellen. Saint Étienne (Stephanskirche) war eine Gründung der Mönche von Cluny. Die Kathedrale von Nevers ist seit 1840 denkmalgeschützt.
- Kathedrale Sainte-Cyr-Sainte-Julitte: Unter den Sakralbauten sticht die eigentlich aus zwei Gebäuden mit zwei Apsiden bestehende Kathedrale hervor. Sie ist, wie die Porte du Croux, seit 1862 denkmalgeschützt. Die Apsis und das Querhaus im Westen sind Reste eines romanischen Kirchenbaus, während der Mittelbau und die östliche Apsis gotischer Herkunft sind und ins 14. Jahrhundert datiert werden können. Im östlichen Teil des Gebäudes gibt es kein Querschiff. Im nördlichen Seitenschiff befindet sich eine der heiligen Bernadette Soubirous geweihten Kapelle, an deren Leben auch einige Fenster erinnern. Das Kirchenportal stammt aus dem 15. Jahrhundert, der gewaltige, von weitem sichtbare, künstlerisch verzierte Turm (Tour Boyer) entstand im frühen 16. Jahrhundert.

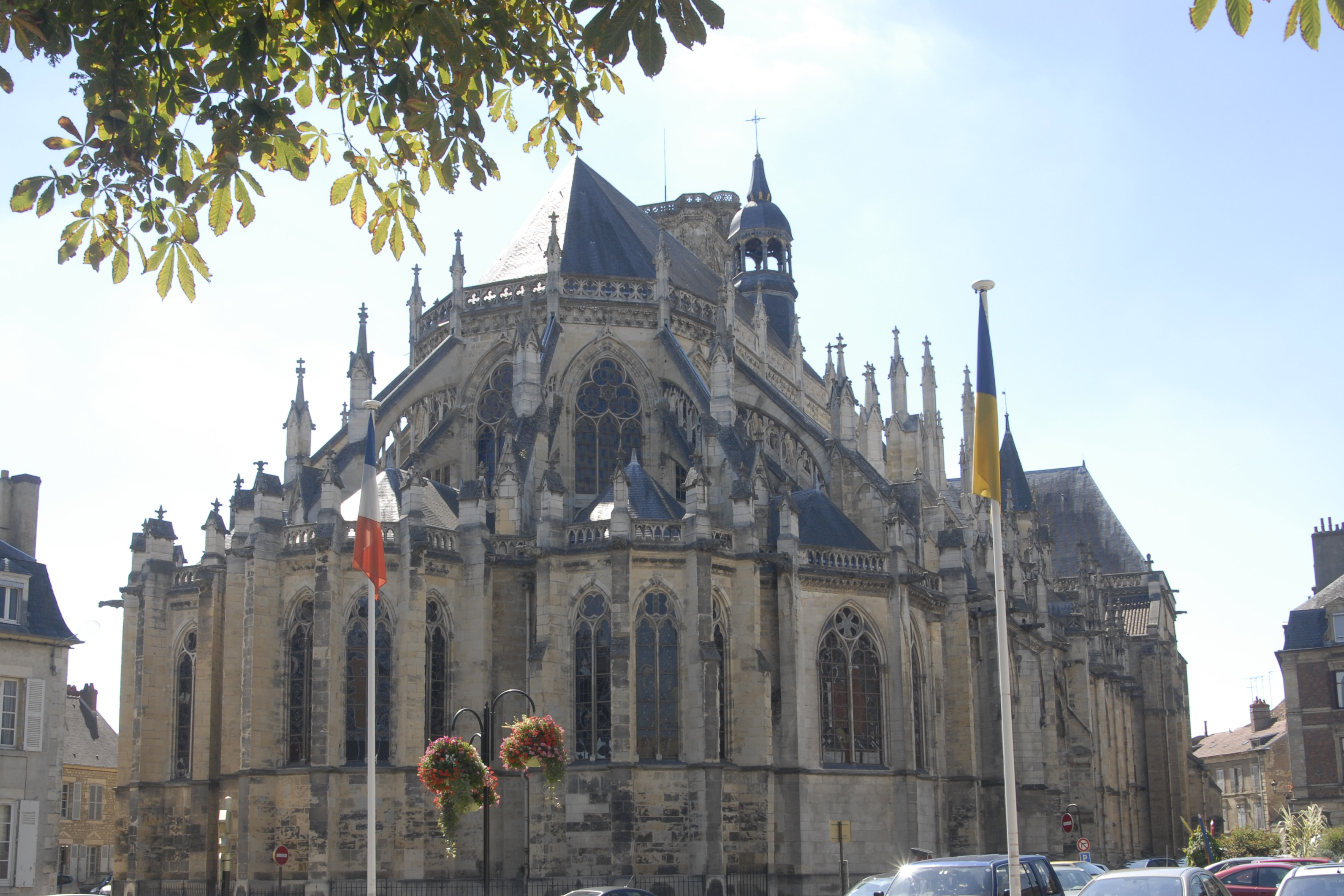
Kathedrale, Saint-Cyr et Sainte-Julitte, Chorhaupt des gotischen Teils

- Eglise Saint-Pierre (Peterskirche): Die Peterskirche wurde im 17. Jahrhundert als Erinnerung an die eingestürzte Pfarrkirche Saint-Père erbaut. Im Inneren sind ein Hochaltar aus derselben Zeit und Fresken erhalten.
- Sainte Marie (Marienkapelle): Die seit 1887 unter Denkmalschutz stehende Marienkapelle zeichnet sich durch eine barocke Fassade im Stil Ludwig XIII. aus, was einmalig im Nivernais ist. Sie wurde in der ersten Hälfte des 17. Jahrhunderts als Teil eines Klosters erbaut, das bis zu ihrer Verstaatlichung in der Französischen Revolution von den Schwestern des Ordens Mariä Heimsuchung bewohnt wurde.
- Sainte Bernadette du Banlay: Die jüngste Kirche von Nevers ist die 1966 von Claude Parent errichtete Sainte Bernadette du Banlay. Berühmt ist sie als Anwendungsbeispiel moderner französischer Architektur mit der sogenannten fonction oblique („programmatische Schräge“). Sie ist nur während der Gottesdienste geöffnet.

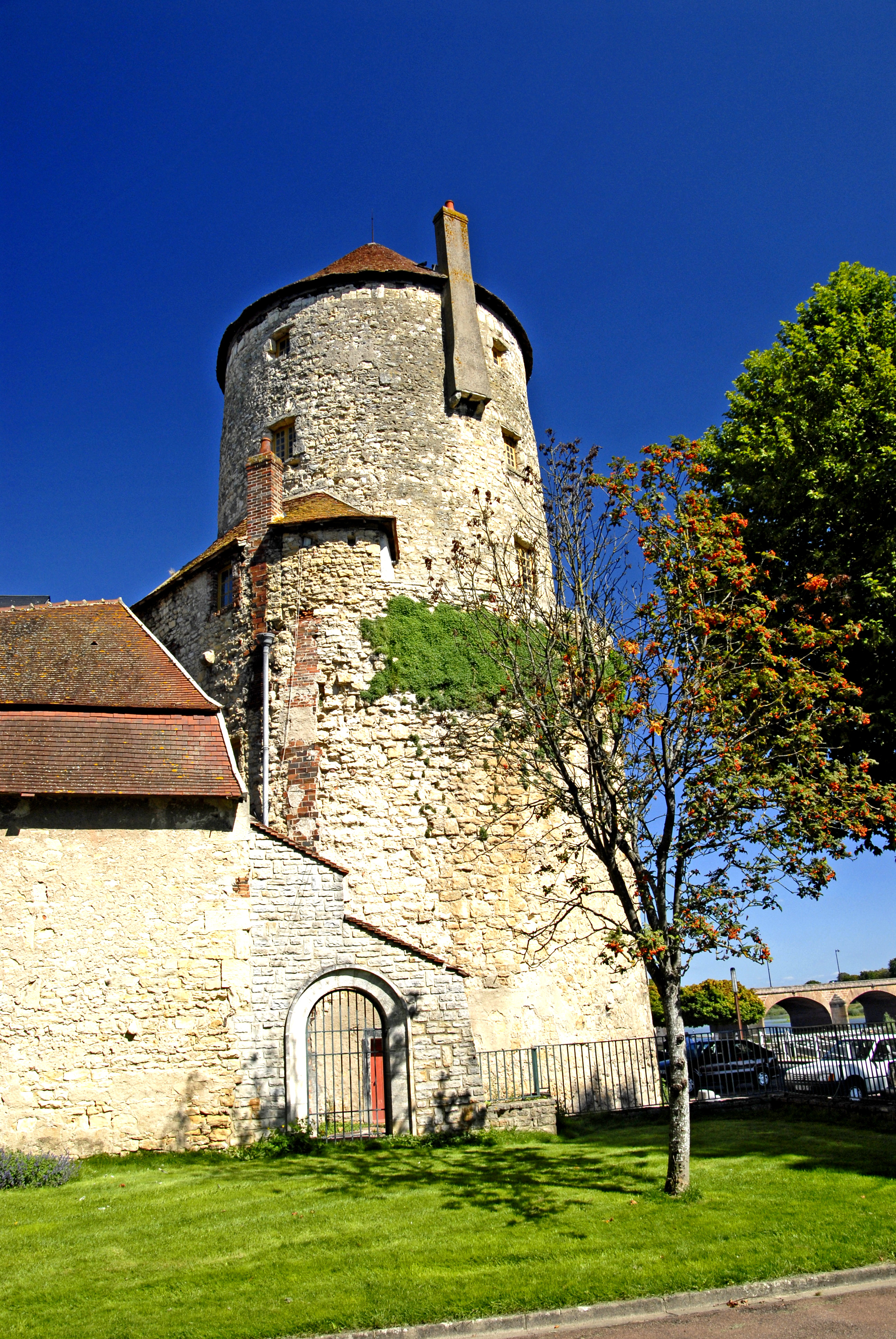
Tour Goguin
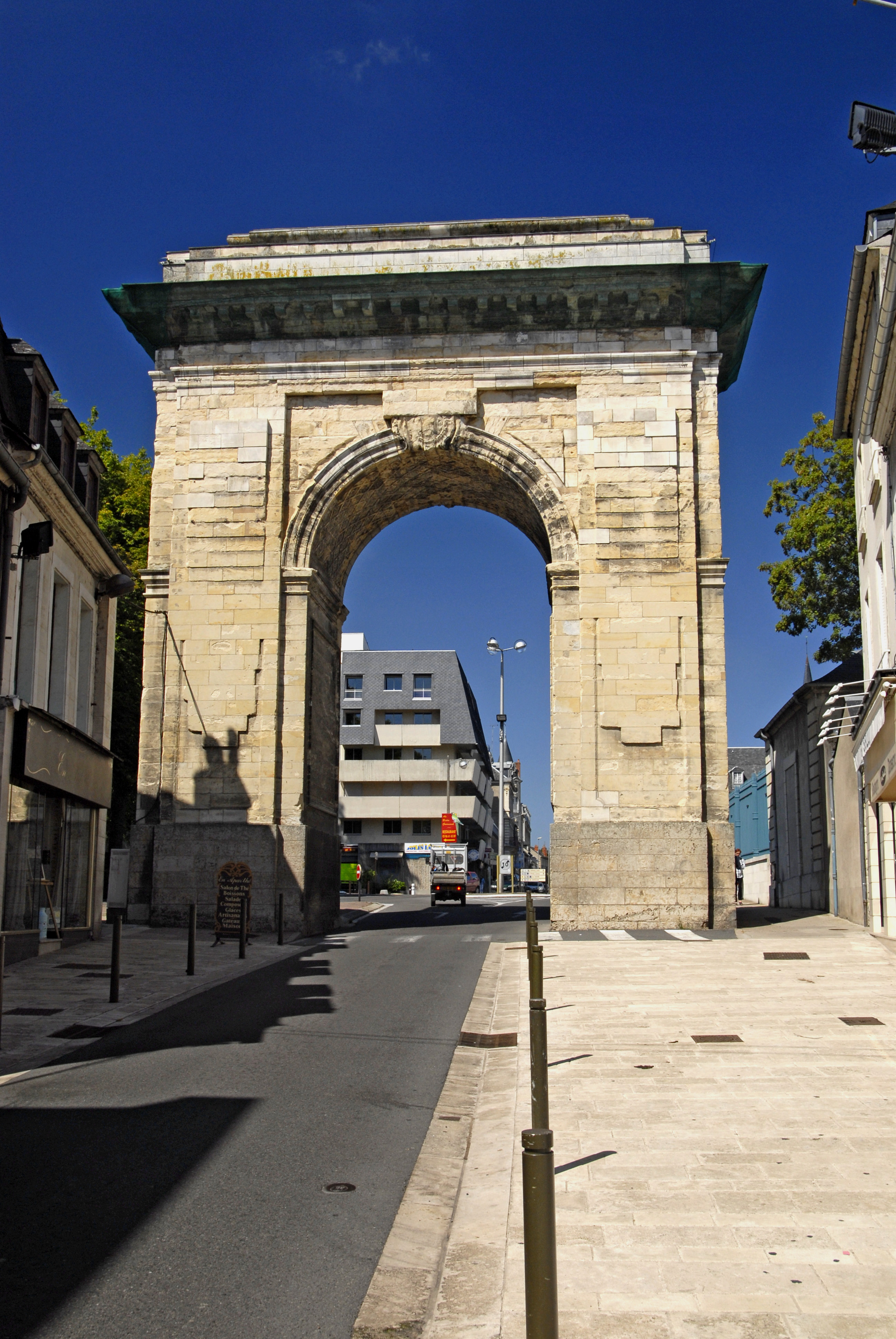
Porte de Paris
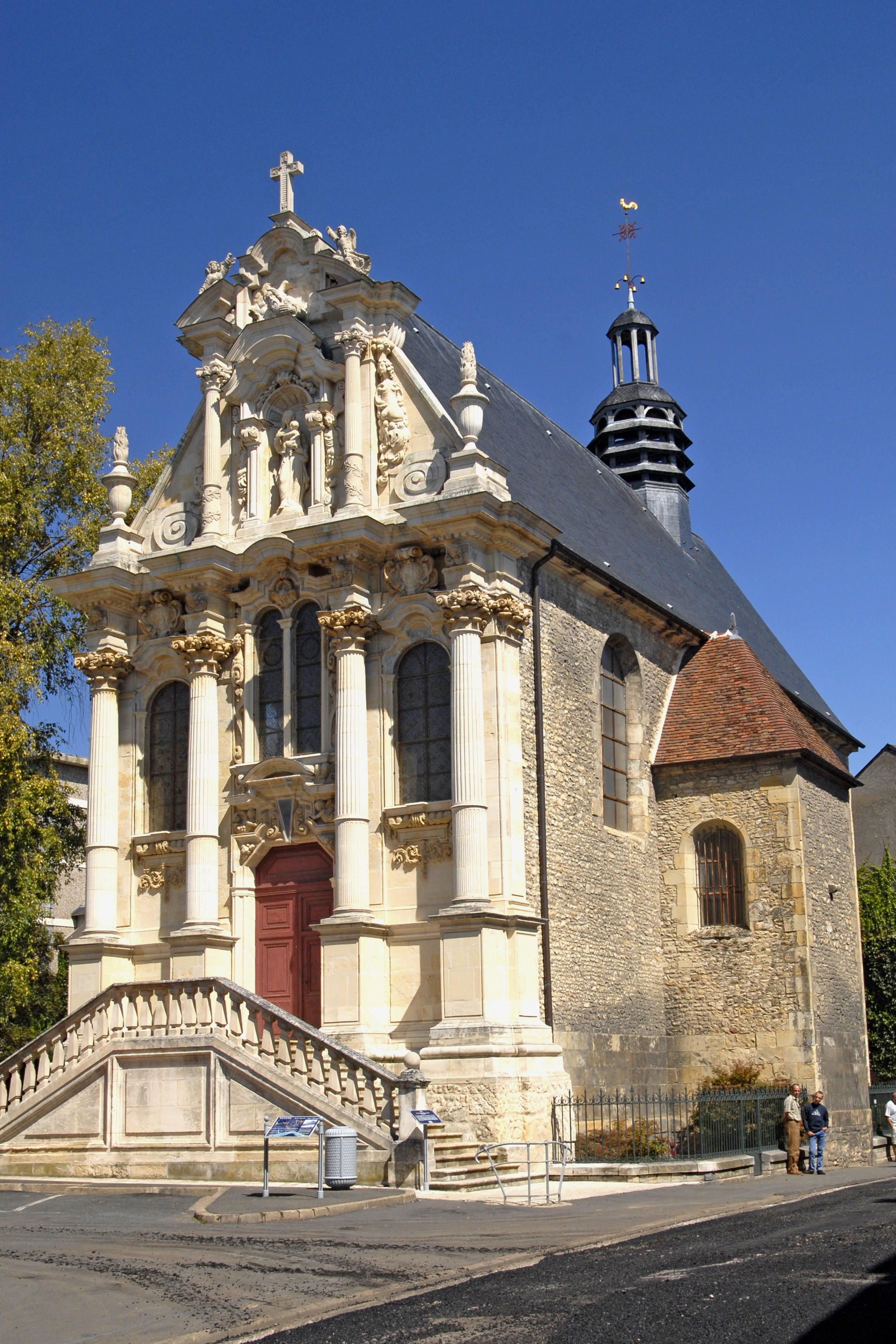
Marienkapelle
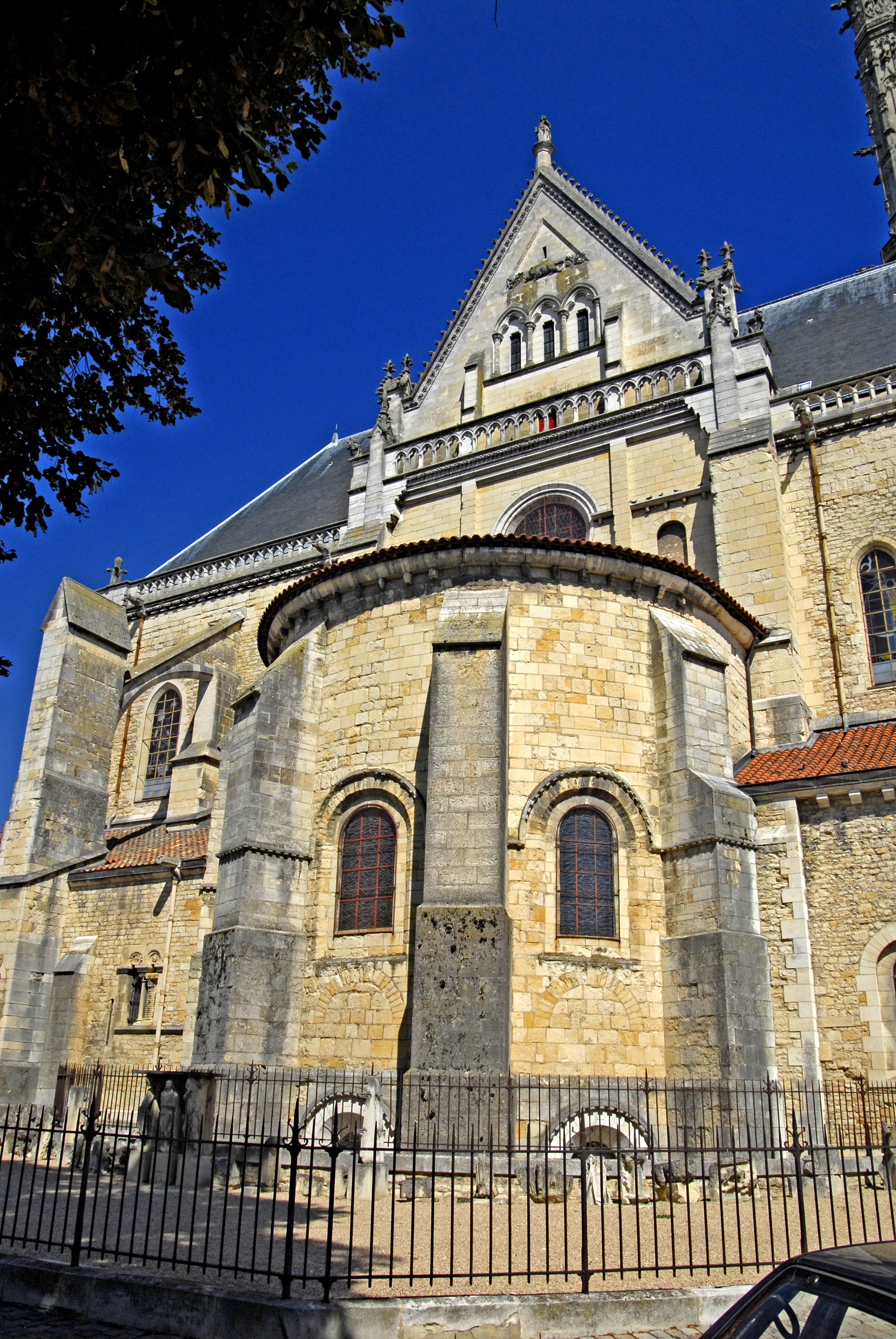
Kathedrale von Nevers, romanischer Westchor

## Einrichtungen
Nevers ist Sitz eines Bistums.
Ein Gericht erster Instanz und Handelsgerichte bestehen neben der Handelskammer.

## Bildung
- Institut supérieur de l’automobile et des transports

## Wirtschaft und Verkehr

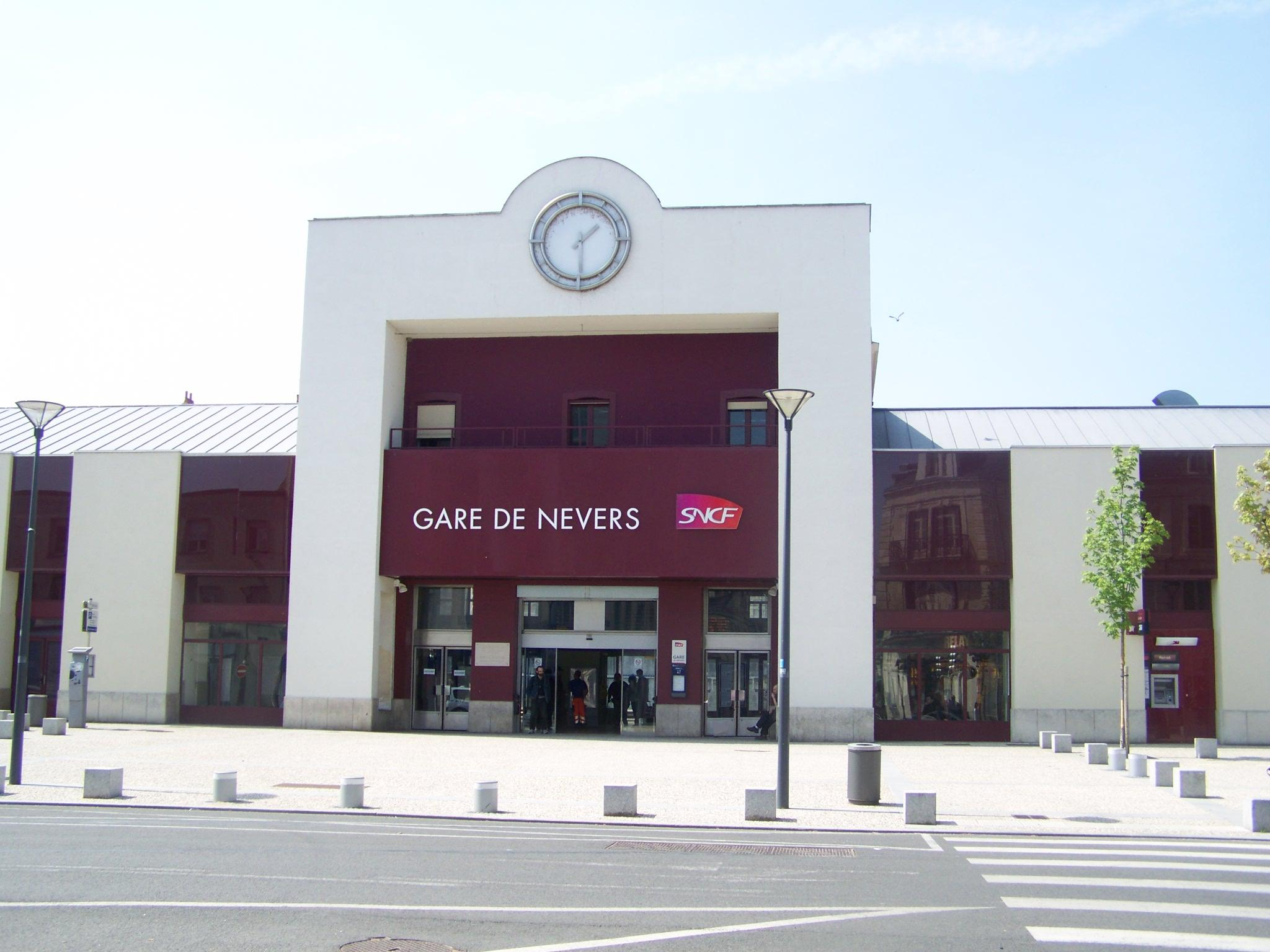
Bahnhofsgebäude

Wirtschaftlich bedeutsam sind die Porzellanmanufaktur und Destillerien. Nevers ist auch Umschlagplatz für landwirtschaftliche Erzeugnisse.
Nevers besitzt seit 1850 einen Bahnhof an der Bahnstrecke Moret-Veneux-les-Sablons–Lyon-Perrache. Des Weiteren zweigen in Nevers die Bahnstrecken nach Chagny und Clamecy ab. Südlich von Nevers, zweigt in Saincaize die Strecke nach Vierzon ab.
Der Bahnhof wird von Intercités-Zügen der Verbindungen Paris-Bercy–Clermont-Ferrand und Nantes–Lyon-Perrache bedient. Im Regionalverkehr verkehren Züge des TER Bourgogne-Franche-Comté nach Paris-Bercy (bzw. Cosne-sur-Loire), Lyon-Perrache, Tours (bzw. Bourges) und Dijon-Ville.
Unmittelbar südlich des Bahnhofs steht die 1850 gebaute Eisenbahnbrücke Nevers, die erste gusseiserne Eisenbahnbrücke Frankreichs.
Das Aéroport de Nevers-Fourchambault hat nur eine untergeordnete Bedeutung. Während des Zweiten Weltkriegs nutzte die Luftwaffe im Juni 1940 kurzzeitig den Flugplatz bei Sangsue.

## Städtepartnerschaften
- Koblenz, Deutschland

- Neubrandenburg, Deutschland
- Mantua, Italien
- Lund, Schweden
- St Albans, Vereinigtes Königreich
- Minsk, Belarus
- Hammamet, Tunesien
- Charleville-Mézières, Frankreich
- Curtea de Argeș, Rumänien
- Siedlce, Polen
- Sremska Mitrovica, Serbien

## Persönlichkeiten
- Pierre Louis Jules Marie Ameuille (1880–1947), Mediziner
- Roselyne Bachelot (* 1946), Politikerin
- Pierre Gaspard Chaumette (1763–1794), Revolutionär
- Sébastien de Chaunac (* 1977), Tennisspieler
- Charles Corcelle (1907–1993), Wirtschafts- und Rechtswissenschaftler
- David Depesseville (* 1976), Drehbuchautor und Filmregisseur
- Auguste-Alexandre Ducrot (1817–1882), General
- Raoul Follereau (1903–1977), Schriftsteller und Journalist, „Apostel der Leprakranken“
- Catherine de Gonzague (1568–1629), Herzogin von Longueville und Regentin des Fürstentums Neuchâtel
- Gauthier Grumier (* 1984), Fechter
- Charles Jacquinot (1796–1879), Marineoffizier, Forschungsreisender und Malakologe
- Patrice Lafargue (* 1961), Autorennfahrer und Unternehmer
- Alain Levié (* 1938), Autorennfahrer
- Jean-Louis Matinier (* 1963), Akkordeonspieler
- Charles Rabot (1856–1944), Geograph, Forscher, Reisender, Bergsteiger
- Johannes Ravisius (1480–1524), Humanist
- Gustave Ruiz (1840–nach 1877), Komponist
- Henri Virlogeux (1924–1995), Schauspieler

## Besonderheiten
Der Formel-1-Parcours von Magny-Cours liegt in der Nähe von Nevers.
Der ehemalige Premierminister von Frankreich Pierre Bérégovoy beging am 1. Mai 1993 Selbstmord in Nevers.
Nevers ist zeitweiliger Handlungsort in der Oper Euryanthe von Carl Maria von Weber.
Nevers ist zweiter Handlungsort in Alain Resnais Spielfilm Hiroshima, mon amour (Drehbuch von Marguerite Duras), kommt jedoch nicht sonderlich gut weg, da seine Bewohner im Zweiten Weltkrieg ein junges Mädchen, das in einen deutschen Soldaten verliebt war, mit größter Verachtung und Peinigung strafen.
Nevers ist zweiter Handlungsort in Eric Rohmers Spielfilm Conte d’Hiver (1992).